# Električni vodič
Električni vodič je električki vodljiva tvar, to jest tvar kroz koju električna struja može stalno (kontinuirano) teći. Električnim vodičem se smatra tvar kojoj je električna provodnost veća od približno 107 S/m. Električna provodnost kovina temelji se na građi njihovih atoma, odnosno na lakoj pokretljivosti elektrona vanjske elektronske ljuske, koji se pod djelovanjem neke sile mogu usmjereno gibati. Bakar i aluminij koriste se najčešće kao materijali električnih vodiča, dok su srebro i zlato za to preskupi, ali se, uz druge kovine i slitine, upotrebljavaju za električne kontakte. U te se svrhe, posebno u obliku elektroda, koristi i ugljik (grafit), koji je električki vodljiv zbog svojih delokaliziranih, lakopokretljivih elektrona. Neke tvari (metali, slitine ili keramički oksidi), ohlađene na ekstremno niske temperature, izgube svoj električni otpor pa postanu idealni vodiči električne struje (supravodljivost). Elektroliti (otopine soli, kiseline, lužine), koji vode električnu struju zahvaljujući pokretljivosti svojih iona, se u užem smislu ne ubrajaju u električne vodiče.
Električnim vodičem smatra se i tijelo građeno od električki vodljive tvari. To je ponajprije žica (zasebna ili više njih međusobno upletenih u uže), najčešće od istoga materijala (homogeni vodič) ili od dvaju različitih materijala (kombinirani vodič), gola ili izolirana, uglavnom kružna presjeka, koja u okviru električnog voda služi za provođenje električne struje predviđenim putem. Osim žice, kao vodič služi i traka, šipka ili ploča, kao što je to na primjer u gromobranskoj zaštiti. U terminologiji elektroenergetskoga sustava, vodič je naziv za dio (komponentu) električnoga voda koja tijekom pogona trajno vodi struju opterećenja voda (fazni vodič u trofaznim vodovima izmjenične struje i polni vodič u vodovima istosmjerne struje). Materijali za električne vodiče uglavnom su tvrdovučeni bakar ili aluminij, te neke slitine na njihovoj osnovi. U prvom razdoblju razvoja javne elektrifikacije, za vodiče nadzemnih vodova za prijenos i razdiobu električne energije upotrebljavao se uglavnom bakar. Danas se najviše rabi sam aluminij ili se kombinira s čelikom, kako bi se vodič mehanički pojačao (aluminijsko-čelični vodič poznat kao alučel), odnosno katkada čvršća slitina aluminija (na primjer Aldrey). Za razliku od nadzemnih vodova, za vodiče podzemnih vodova (kabela) uzima se, osim aluminija, razmjerno često i bakar. Pune žice od mekanoga bakra (iznimno od aluminija) danas se upotrebljavaju za vodiče samo u unutrašnjim instalacijama zgrada, jer se mogu lako savijati, što je za te instalacije bitno. Vodiči položeni pod žbuku ili u beton u zgradama izolirani su uglavnom polimernim materijalima. Vodiči se nalaze u mnogim električnim uređajima, kao što su to žice namota električnih strojeva i transformatora, elektromagneta, prigušnica, služe kao cijevne i druge sabirnice u rasklopnim energetskim postrojenjima, vodiči su i kontaktne žice električnih željeznica, trolejbusa i tramvaja, pa čak i tramvajske tračnice. U telekomunikacijskim vodovima, vodiči se koriste za prijenos zvuka, slike i informacija na velike udaljenosti, a osnovna su komponenta i u signalnim instalacijskim mrežama.

## Električni vodiči i električni izolatori
Prijeđemo li rukom preko elektriziranog staklenog štapa i približimo li ga zatim papirićima, vidjet ćemo da ih više neće privlačiti. Štap više nije električan jer je izgubio svoj električni naboj. Elektricitet je prešao preko ruke u zemlju. Natarimo ponovo štap, dodirnimo ga na primjer komadom voska, smole ili drva, i on će nakon toga opet privlačiti papiriće. Elektricitet se sada nije izgubio kao prije dodirom štapa rukom ili bilo kojom kovinom. Znači, sve tvari ne provode jednako elektricitet, a prema tome ni električnu struju. 
Zbog toga tvari dijelimo na električne vodiče i električne izolatore, koji se također nazivaju i dielektrici. Vodiči su tvari koje dobro provode električnu struju, dok je izolatori ne provode. Vodiči su svi metali, razrijeđeni plinovi, nečista voda, kiseline, otopine soli i baza (lužina), ugljen, staklo u tekućem stanju i tako dalje. Ali ni svi metali nisu jednako dobri vodiči. Među njima je najbolji vodič srebro, a zatim bakar. Aluminij je također dobar vodič, pa se mnogo upotrebljava za električne vodove visokog električnog napona. Izolatori su staklo, porculan, kvarc, tinjac (tinjci ili liskuni su slojeviti silikati ili filosilikati), guma, svila, parafin, ulje, čista voda i tako dalje. 
Vodiči i izolatori su jednako važni u svakodnevnom životu, jer prve upotrebljavamo za vođenje električne struje, dok drugi služe za sprečavanje prolaza struje. Tako na primjer čašice od porculana služe za vezivanje žica na električnim stupovima: to su izolatori. Isto tako ovijamo električne žice slojem gume, plastikom, svilom ili papirom koji je namočen u parafin da ne bi struja prešla sa žice na druge predmete.

## Specifična vodljivost tehničkih materijala
Tabela i slika daju usporedbu specifičnih vodljivosti najčešće korištenih materijala u elektrici i elektronici, pri 20°C. 
| materijal    | spec.vodljivost |
|              | m/Ω             |
| aluminij     | 25-34,5         |
| bakar        | 56-57           |
| cekas        | 0,89-1,03       |
| konstantan   | 2               |
| čelična žica | 5,9             |
| mesing       | 12,5-14         |
| platina      | 10              |
| srebro       | 61              |
| ugljen       | oko 0,01        |
| volfram      | 18,1            |
| zlato        | 43,5            |
| živa         | 1,04            |

Struju najbolje provodi srebro, a zatim bakar koji je međutim znatno jeftiniji. Kada nije bitan obujam, već samo cijena i masa vodiča, kao npr. kod dalekovoda, koristi se aluminij. Kako su pored vodljivosti često važna i neka kemijska ili mehanička svojstva vodiča koriste se i mnoge druge kovine i njihove slitine, npr. zlato, platina, cink, živa, mjed, bronca, čelik.
Dobru provodljivost imaju i neke otopine, no mehanizam prijenosa električnog naboja u otopinama (koje zovemo elektrolitima) bitno se razlikuje od mehanizma premještanja elektrona u čvrstim tvarima i može biti vrlo kompliciran.
Na kraju, postoje materije, koje mijenjaju vodljivost zavisno o raznim uvjetima, a među njima najpoznatiji su tzv. poluvodiči. To su posebne vrste materijala na bazi kemijskih elemenata silicija ili germanija, koji izraženo mijenjaju provodljivost zavisno o temperaturi i količini nečistoća.
Većina vodiča smanjuje vodljivost (teže dopušta kretanje elektrona) ako se zagrije na više temperature i obratno. Kod vrlo vrlo niskih temperatura, neki materijali postaju supervodljivi, tj. preskakanje elektrona s atoma na atom se dešava bez ikakvog otpora. 
Postoje međutim i materijali koji se ponašaju obrnuto. Tako primjerice ugljenu raste vodljivost pri porastu temperature. Malo je poznato, da jedan od najboljih izolatora pri sobnoj temperaturi - staklo,  postaje jako vodljivo kad se ugrije do temperature taljenja.
Puno su rjeđi materijali, koji u uobičajenim temperaturnim granicama gotovo nimalo ne mijenjaju vodljivost. Takav je primjerice tzv. konstantan. Takvi se koriste za posebne namjene u elektrici i elektronici,  najčešće u kolima za automatsku regulaciju i temperaturnu stabilizaciju

## Vodiči
Razne vrste golih ili izoliranih žica i kabela za električne instalacije, trolejvodove i dr. Polažu se kao zračni vodovi (razapeti između nosećih elemenata ili stupova od kojih su izolirani raznim izvedbama izolatora), zatim za polaganje u zemlju, pod more, pod žbuku, u zaštitne cijevi, za rudarske namjene i dr. 
Vodiči se u tehnici javljaju kao:
- goli vodiči

- - trolejvodovi (za oduzimanje energije za pogon lokomotiva, tramvaja, dizalica i dr.) posebno oblikovanog, standardiziranog presjeka za pojedine namjene.
  - gola bakrena žica (za razvodne kutije, elektroničke uređaje, električne peći i sl.)

- izolirani vodiči (kabeli)

- - lak-žica (lakom izolirana bakrena žica) za motanje manjih transformatora, zavojnica i sl.
  - kabeli s gumenom izolacijom (s ili bez vanjskog zaštitnog opleta od pamuka, čelične žice ili trake, )
  - kabeli s PVC izolacijom (okrugli s ili bez dodatne vanjske zaštitne obloge, plosnati za pod žbuku raznih izvedbi i dr.)
  - svilom izolirana žica za zavojnice i uređaje slabe struje
  - teške i oklopljene izvedbe za pogonske - radioničke uvjete

Također postoje posebne izvedbe s nosećim užetom za vješanje na velikim rasponima, otporne na atmosferske uvjete, lake i ojačane izvedbe, mnogožične i finožične izvedbe (pletenica od tankih žica koje podnose vibracije i višestruko savijanja, npr. za automobile, perilice i sl.)
Posebne su izvedbe za viši i visoki napon.
Sve izvedbe, kao i sustav označavanja, dopuštena mehanička i strujna opteretivost, maksimalni provjes zračnih vodova i dr., standardizirani su.

### Boje kod višežilnih izoliranih vodova
- Crni, smeđi i sivi vod – primjenjuju se za fazne vodove.
- Svijetloplavi vod – primjenjuje se za neutralni vod, ako nema neutralnog voda može se koristiti za fazni vod.
- Zeleno-žuti vod – primjenjuje se za vodove sa zaštitnom funkcijom (uzemljenje).

## Strujna opteretivost vodiča
Zavisi o vrsti provodnika, posebno o svojstvima izolacije i načinu polaganja, te osobito o površini presjeka vodiča. Izražava se kao dopuštena jakost struje po jedinici površine presjeka (A/mm2), a za konkretne presjeke kao dopuštena jakost struje u amperima (A) pri definiranoj temperaturi okoliša (0, 20 ili 40 °C). 
Standardizirani su također i presjeci vodiča. Tabela daje površinu presjeka zavisno o promjeru za češće korištene presjeke u domaćinstvima i opteretivost (jednaka je nazivnoj struji osigurača kojim se strujni krug osigurava) za cijevne, oklopljene kabelske ili višežilne vodiče koji nisu položeni u cijevima, te višežilne savitljive priključne vodove pri 25°C  :
| promjer [mm]:     | 0,98 | 1,13 | 1,78 | 2,26 | 2,76 | 3,57 |
| presjek [mm2]:    | 0,75 | 1    | 2,5  | 4    | 6    | 10   |
| opteretivost [A]: | --   | 10   | 20   | 25   | 35   | 50   |

Detaljniji proračun instalacija u kome se uzimaju u obzir očekivane vrste trošila, temperature okoliša, rezerva za razvoj ili proširenje, vrste i načini polaganja vodova itd. Za svaku konkretnu instalaciju treba biti određen projektom elektroinstalacije, koga izrađuje ovlaštena projektna kuća ili instalaterska tvrtka. Projektom se definiraju i sve sigurnosne mjere (uzemljenja, sustav zaštitnih vodiča i dr.) na koje obvezuju standardi i tehnički propisi. 

## Poveznice
- Električni izolator
- Građa materije

## Vanjske poveznice
|  | Zajednički poslužitelj ima još gradiva o temi Električni vodič |

- Eduvizija Video, članak "Električni vodiči i izolatori - 8. razred - Fizika", YouTube